# 窄须伪瓢虫科
窄须伪瓢虫科（学名：Anamorphidae）是鞘翅目瓢蟲總科下的一个科，原先被归类为伪瓢虫科（Endomychidae）的一个亚科，2015年被提升为独立的科。
窄须伪瓢虫科与伪瓢虫科的主要区别在于，窄须伪瓢虫科的中足基节窝侧面开放至中胸和后胸腹板，而且中足基转片不外露。